# Oscar du Teil
Pour les articles homonymes, voir Oscar et Teil.
Oscar du Teil (1827-1879) était un des principaux  cultivateurs et exportateurs de café du Guatemala au milieu du XIXe siècle.

## Biographie

### Origines

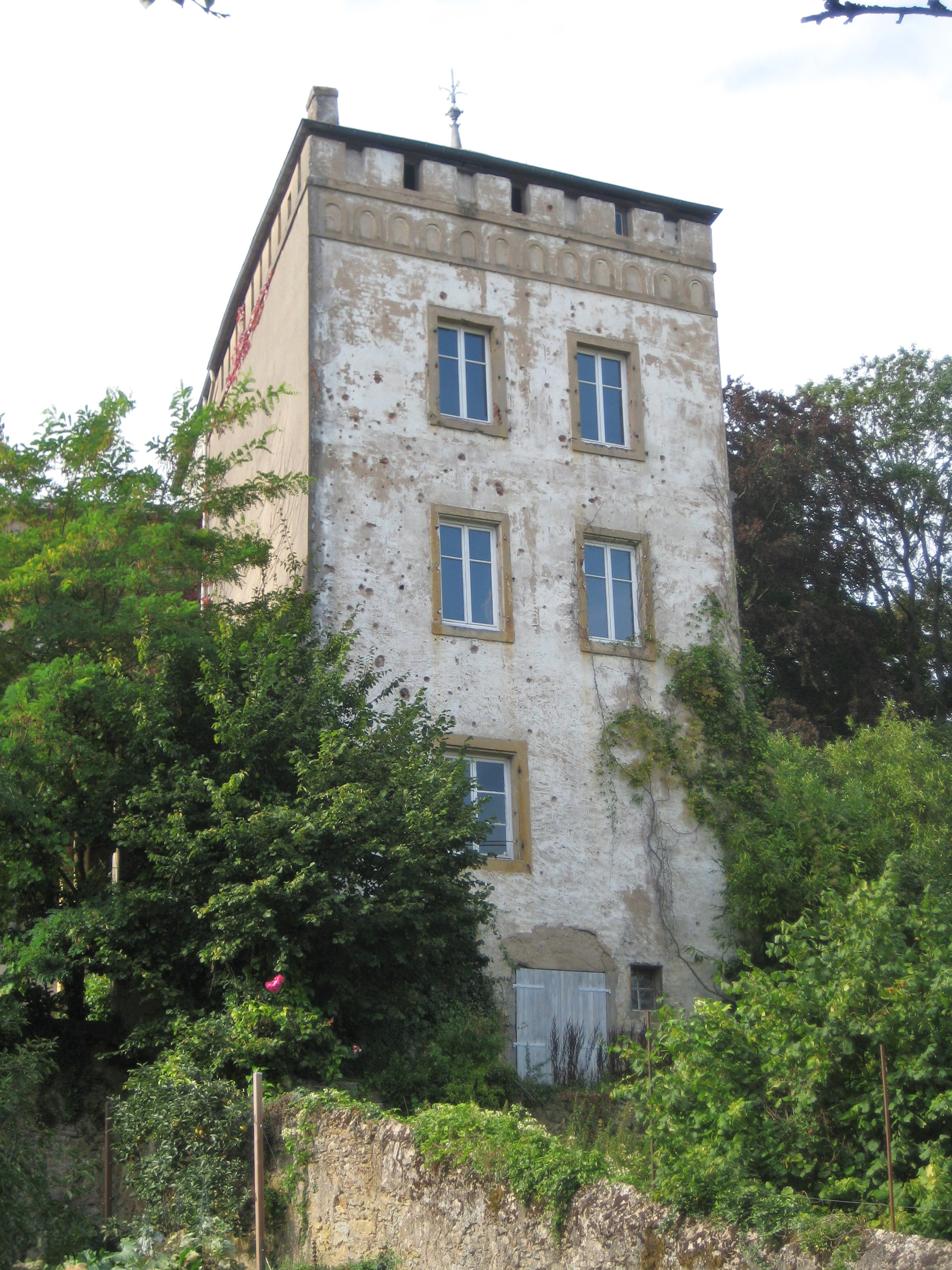
Château de Vaux, près de Metz.

Le baron Oscar du Teil est né au château de Vaux, près de Metz, le 22 janvier 1827, et décédé le 2 mai 1879 à Guatemala Ciudad. Il est le fils d'Henri du Teil baron du Teil, sous inspecteur des Eaux-et-Forêts (1829), démissionnaire en 1830, qui fut l’un des fondateurs du Jockey Club à Paris et de la comtesse Caroline de Gestas de Lesperoux. Il est aussi le petit-fils du général du Teil qui commanda longtemps l'École d'Auxonne, qui a eu Bonaparte sous ses ordres et le neveu de Marie-Césaire du Teil, nommé le 1er juin 1825, député du 2e arrondissement de la Moselle (Thionville), en remplacement de François de Wendel, décédé.

### Le départ pour le Guatemala
A l'âge de seulement seize ans, le jeune Oscar du Teil s'engage dans la Compagnie belge de colonisation, implantée en 1843 à Santo Tomás de Castilla, dans le département de Vera-Paz, sur la côte atlantique du Guatemala.

### Les plantations de café
Il devient ensuite propriétaire foncier, cultivateur et exportateur de café, installé dans la capitale du Guatemala en mai 1851 puis dans une exploitation à Escuintla, dans la plaine côtière longeant le Pacifique, en 1854. Avec son frère Xavier du Teil, il plante 110 000 caféiers dans sa ferme d'Escuintla de 1856 à 1859. « Escuintla a acquis une certaine importance par les plantations de café qui y sont installées depuis environ dix ans. À cette époque, c’est à peine si on cultivait le café au Guatemala, lorsqu’une famille française vint jeter là les
bases d’un commerce immense » écrit Auguste Dollfus-Gros, un voyageur français de passage en 1868.

### L'amélioration des voies de communication
Son implantation coïncide avec la période au cours de laquelle l'amélioration des routes vers la côte pacifique permet à ce versant de représenter plus des trois-quarts des exportations guatemaltèques sur la période 1859-1864, au lieu d'un tiers sur la période 1853-1858. Du coup, le rôle des anglais dans les exportations par Belize diminue fortement. En 1876, la construction du premier chemin de fer du Guatemala commence. En 1880, la première section connecte San José sur la côte pacifique à Escuintla où est implantée la ferme d'Oscar du Teil, décédé l'année précédente.
Oscar du Teil a fondé en 1867 la première compagnie de télégraphe du pays. Il était membre correspondant au Guatemala de la Commission scientifique du Mexique, tout comme son compatriote Jules Rossignon, lui aussi cultivateur et exportateur de café, mais sur le versant atlantique, près de Cobán, l'actuelle capitale du département d'Alta Verapaz. Il a comme lui écrit de nombreux livres sur la culture du café, en collaboration avec Enrique Palacios, secrétaire de la Société économique du Guatemala.

### La reprise de l'exploitation par un consortium de Hambourg
Oscar du Teil cultivait aussi de la canne à sucre. En 1897, un consortium basé à Hambourg achète au baron Xavier du Teil et à son associé Werner Von Bergen neuf fermes d'une valeur de 2 millions de marks regroupées dans le « Val du Teil » et les rebaptise « Conception », mais les cours du café s'effondrent et ils doivent les recycler pour produire trois fois plus de sucre que de café et produire 150 000 bouteilles de rhum.

### Famille
Il a épousé le 12 août 1867 dona Maria Palomo Rivera y Batres, fille de don Jose Maria Palomo et de dona Encarnacion Batres y Montufar, qui lui a donné trois enfants.